# سد شاه و عروس
سد شاه و عروس یک سد وزنی به ارتفاع ۷۵ متر واقع در ۲۲ کیلومتری شهر کابل، افغانستان است که بر روی رودخانهٔ شکردره ساخته شده است. خروجی این سد به درازای ۶۰ متر با سه دهانه عمدتاً جهت تأمین آب آبیاری در نظر گرفته شده‌است. این سد که همچنین برای کنترل سیلاب است منبع قابل اعتمادی برای تأمین آب شهر کابل و ناحیهٔ شکاردره می‌باشد.
این سد در تاریخ ۳۱ دسامبر ۲۰۲۴ افتتاح گردید.

## ساختمان سد
مراحل تحت مناقصه این بند در تاریخ ۲۴ مارس ۲۰۱۴ برای پروژهٔ آبیاری و نیروگاه برق انجام شد، که شامل سد وزنی، ورودی، نیروگاه، آب انبار متعادل‌کنندهٔ ورودی، تعدیل‌کننده‌ها و کانال‌های اصلی در چپ و راست می‌باشد. شرکت "تابلیه و پرهون طرح" به عنوان پیمانکار همکار انتخاب شدند و طراحی آن توسط شرکت البرز سازه انجام شده است. در روز ۱۹ ژوئن ۲۰۱۵ آغاز کار سد به‌وسیلهٔ رئیس‌جمهور غنی در حالیکه توسط وزیر آب و انرژی، وزیر اقتصاد، مشاور شورای عالی امنیت، والی و شاروال کابل و شماری از اعضای شورای ملی همراهی می‌شد، زده شد. این سد با ۸۱ متر ارتفاع، حدود ۳۳۰٬۰۰۰ متر مکعب بتن مسلح و با هزینهٔ ۴۱ میلیون دلار نخستین بتن مسلح فشرده خواهد بود که در درازای ۵۵ ماه به‌کار گرفته می‌شود.
افزون بر تأمین آب آشامیدنی برای شهر کابل، این سد ۱٫۲ مگاوات برق تولید کرده و ۲٬۷۰۰ هکتار زمین را آبیاری می‌کند. این یک پروژه مهم است که برای ۵۰۰ افغانی تا پروسهٔ کامل شدنش شغل ایجاد می‌کند. این پروژه در نزدیکی روستای ناظم خل، بر روی رودخانهٔ شکردره، در شمال ولایت کابل واقع است.

## اجزای سد
پروژهٔ سد چندکارهٔ شاه و عروس قسمت‌های اصلی زیر را شامل می‌شود:
- جاده‌ها، پل‌ها و سایر زیرساخت‌ها
- سد بتونی با ساختار ورودی انرژی نیروگاه
- آب انبار ورودی با مخازن متعادل و تنظیم کننده